# José Ardines
José "Chepe" Ardines, como se le conocía en el mundo deportivo, fue figura de lo que fue la Anaprof en los años 1990, Fue un goleador en los torneos de la mencionada organización, pero nunca pudo consagrarse con la Selección de fútbol de Panamá. Junto a Neftalí Díaz del AFC Euro Kickers, fue una de las dupletas más recordadas del fútbol no-aficionado. Fue seis veces máximo artillero y tres veces jugador más valioso de los campeonatos de la Anaprof.

## Historia
Él fue máximo artillero por seis campeonatos consecutivos de lo que hoy es la Liga panameña de Fútbol, entre las temporadas de 1990 y la de 1995-96, con el AFC Euro Kickers, con el que llegó a marcar 191 goles en 12 temporadas. Las dos últimas campañas las jugó en 2001 con el San Francisco FC, allí anotó cuatro goles y estuvo en el Apertura de 2002 con el Alianza FC, marcando dos goles. 197 goles dejó Ardines en sus temporadas en Anaprof, un hecho sin precedentes en la Anaprof hasta esos días.
El gol 100 que se lo marcó a Gaspar Pérez, por entonces portero del CD Plaza Amador, el 13 de noviembre de 1994, tuvo una difusión pocas veces vista en todos los medios de comunicación en esos días.
Internacionalmente tuvo un paso efímero por el Nacional de Montevideo y jugó con el Marathón de Honduras entre octubre de 1991 y febrero de 1992.
Con la selección nacional formó parte de las preselecciones en las eliminatorias del 92 y 96 pero nunca formó el equipo. Marcó algunos goles en partidos amistosos.

## Clubes
| Club          | País     | Año         |
| ------------- | -------- | ----------- |
| Euro kickers  | Panamá   | 1990 - 1991 |
| Nacional      | Uruguay  | 1991        |
| Marathón      | Honduras | 1991 - 1992 |
| Euro kickers  | Panamá   | 1992 - 2000 |
| San Francisco | Panamá   | 2001        |
| Alianza       | Panamá   | 2002        |

## Palmarés

### Títulos nacionales
| Título           | Club             | País   | Año  |
| ---------------- | ---------------- | ------ | ---- |
| Primera División | AFC Euro Kickers | Panamá | 1993 |